# Holton (Somerset)
Pour les articles homonymes, voir Holton.
Holton est une paroisse civile et un village du Somerset, en Angleterre.